# Baloxavir marboxil
Baloxavir marboxil, originalmente S-033188, é um fármaco antiviral desenvolvido pela companhia Shionogi, um laboratório farmacêutico japonês com base em Osaka.
O fármaco foi posto a consideração do Ministério de Saúde, Trabalho e Bem-estar de Japão o 25 de outubro de 2017 e aprovado no Japão em fevereiro de 2018, segundo um comunicado do presidente do laboratório Shionogi, Isao Teshirogi.
O baloxavir marboxil é o primeiro fármaco aprovado através de sakigake, termo que descreve o sistema de revisão acelerada, e será comercializado globalmente em conjunto com a Roche Holding. Daniel Ou’Day, presidente de Roche, mencionou que com o esquema de tratamento de uma dose única, facilitaria a adesão da terapia, o que em ciclos de tratamentos nem sempre se conseguia.

## Indicações
Baloxavir marboxil foi aprovado no Japão para o tratamento da Influenza A e B.

## Modo de ação
É um agente terapêutico que atua mediante a inibição da endonucleasedependente de cap (guanosina trifosfato metilada), uma enzima que requer o vírus para poder se replicar.
A diferença dos inibidores da neuraminidase como oseltamivir e zanamivir, que impedem a libertação de partículas virais em células infectadas, baloxavir pode prevenir a mesma replicação inibindo a endonuclease intracelular. Ao inibir a replicação consegue-se um alívio sintomático em 24 horas, segundo resultados publicados no estudo CAPSTONE-1. Neste estudo monitorou-se  carga viral, tempo de parada de disseminação viral e tempo de resolução de febre e volta ao estado de saúde pré-influenza. A percentagem de carga viral e disseminação viral, diminuiu em 1 dia, comparado a 2 dias com oseltamivir, ou 4 dias com placebo; a resolução completa sintomática ocorreu em 5 dias, comparado aos 7 dias com placebo.
A terapia tem mostrado excelente eficácia antiviral in vitro e in vivo contra as cepas de Influenza aviária H5N1 e H7N9 com uma dose única.
Tem-se visto que baloxavir tem espectro antiviral não só para influenza estacional mas também para cepas resistentes a oseltamivir e influenza das aves, os quais são uma preocupação global.